# Spathoglottis micronesiaca
Spathoglottis micronesiaca är en orkidéart som beskrevs av Rudolf Schlechter. Spathoglottis micronesiaca ingår i släktet Spathoglottis och familjen orkidéer. Inga underarter finns listade i Catalogue of Life.